# La Vie parisienne (magazine)
Pour les articles homonymes, voir La Vie parisienne (homonymie).
La Vie parisienne est un magazine français culturel illustré créé en 1863 par Marcelin et publié sans interruption jusqu’en 1970. Il a donné son nom au célèbre opéra-bouffe de Jacques Offenbach, La Vie parisienne.
Développant une approche littéraire et critique singulière jusqu’en 1905, il s’oriente peu après vers un public plus masculin, faisant place à des illustrations érotiques.
Sans rapport direct, un magazine a repris ce nom en 1984 ciblant, lui, un « public averti ».

## Origines du magazine
L’expression « vie parisienne » entre dans l’usage courant avec la Restauration puis connaît un franc succès quand Balzac publie, dès 1834, un recueil de romans intitulé Scènes de la vie parisienne, et qui composera tout un pan de ses histoires de mœurs regroupées sous le titre générique de La Comédie humaine. Mais c’est sous le Second Empire que Paris devient une référence en matière de vie culturelle, notamment pour tout ce qui concerne la mode et les soirées.
Profitant d’une très relative liberté d’expression qui se fait sentir au milieu du Second Empire, Émile Marcelin envisage de lancer à la fin de l’année 1862, à Paris, un magazine intitulé La Vie parisienne, sous-titré « Mœurs élégantes, Choses du jour, Fantaisies, Voyages, Théâtres, Musique, Modes » : il s’agit d’un hebdomadaire illustré qui propose dès janvier 1863 de montrer les joies et les plaisirs mondains de la capitale et, notamment, sa vie théâtrale. Amoureux d’une comédienne, costumier à ses heures, Marcelin dessine dans un premier temps la plupart des images, puis accueille des écrivains et des illustrateurs, non sans essuyer quelques critiques outragées face aux potins rapportés et son audace grivoise qui consiste parfois à esquisser les jambes d’une actrice ou à évoquer les demi-mondaines. Dans sa critique théâtrale, la revue convoque un style imagé et sans ambages. Le public visé est bien le couple bourgeois en quête de soirées, de loisirs, de divertissements, amateur de la scène, des bals, des chansonniers et de la dernière mode, sans doute lassé des comptes rendus corsetés et que les caricatures amusent. Notons que la Vie parisienne participe à la fois d’une libéralisation et d’une diversification de la presse, ainsi, la même année, sort également Le Petit Journal, un quotidien du soir qui va rapidement s’opposer à une presse jugée trop sérieuse.

## Contenu
La Vie parisienne propose également des nouvelles et des contes dialogués destinés à un lecteur pressé. Dès juin 1866, Jules Barbey d’Aurevilly souligne toute l’originalité du contenu, à l’occasion de remarques sur Gustave Droz : « Mais enfin si ce n’est pas exactement toute la vie parisienne que ce journal, c’en est une partie. C’en est la mousse, le pétillement, la surface, les petits vices, — viciolets, — les élégances, et les élégances jusqu’aux extravagances, tout cela très animé d’esprit, très cinglant d’ironie, très indifférent — et même trop — à la morale, et j’allais presque dire à la littérature ; car les hommes de talent qui font ce journal ont le dandysme de ne pas se montrer littéraires… ».
Les chroniqueurs signent d’initiales ou de pseudonymes assez fantaisistes qui renvoient le lecteur aux « indiscrétions » d’un certain milieu, les mondains ou l’aristocratie , anticipant la presse que l’on qualifierait aujourd’hui de « people ». Jusqu’en 1914, La Vie parisienne influence à sa manière l’évolution du théâtre et des mœurs culturelles : en 1889, le théâtre Antoine porte sur la scène une pièce tirée des nouvelles et contes publiées dans le magazine. Le style fait bientôt école, d’autant que l’opéra-bouffe d’Offenbach avait connu un énorme succès, les librettistes Ludovic Halévy et Henri Meilhac ayant écrit dans le magazine à ses débuts.
Le siège fut un temps situé au 9 place de la Bourse.
En 1905, le titre est racheté à Armand Baudouin (?-1916) par Charles Saglio, membre de la rédaction du Petit Journal, qui, profitant d’un relâchement de la censure, ouvre La Vie parisienne à des illustrations érotiques, ce qui lui vaudra plus tard quelques ennuis. En avril 1907, Colette y publie sa première nouvelle.
Durant la Première Guerre mondiale, elle est lue dans les tranchées et publie les demandes (et les offres) de « marraines de guerre », figure féminine qui illustre régulièrement la couverture — un autre hebdomadaire illustré, La Baïonnette, fait de même.
Dans les années 1920, le cinéma commence à y tenir une place importante, et les premières photographies noir et blanc de femmes en déshabillé font leur apparition dans les années 1930.
Vers la fin des années 1940, le titre est repris par Georges Ventillard, la photographie couleurs y fait son apparition, au profit de pin-ups de plus en plus dénudées…

Couvertures et illustrations
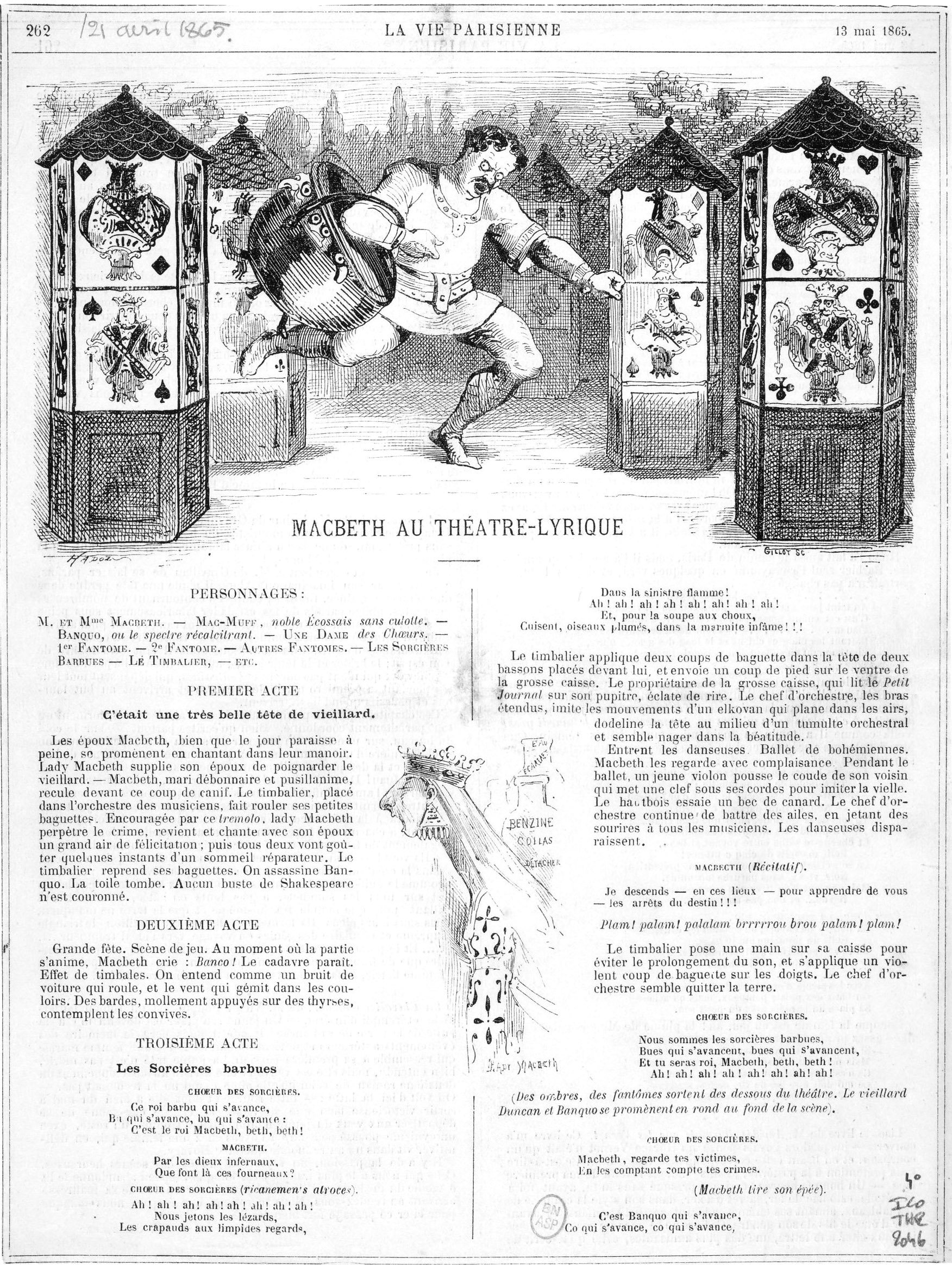
Article ironisant sur le Macbeth de Verdi joué au Théâtre Lyrique le 13 mai 1865
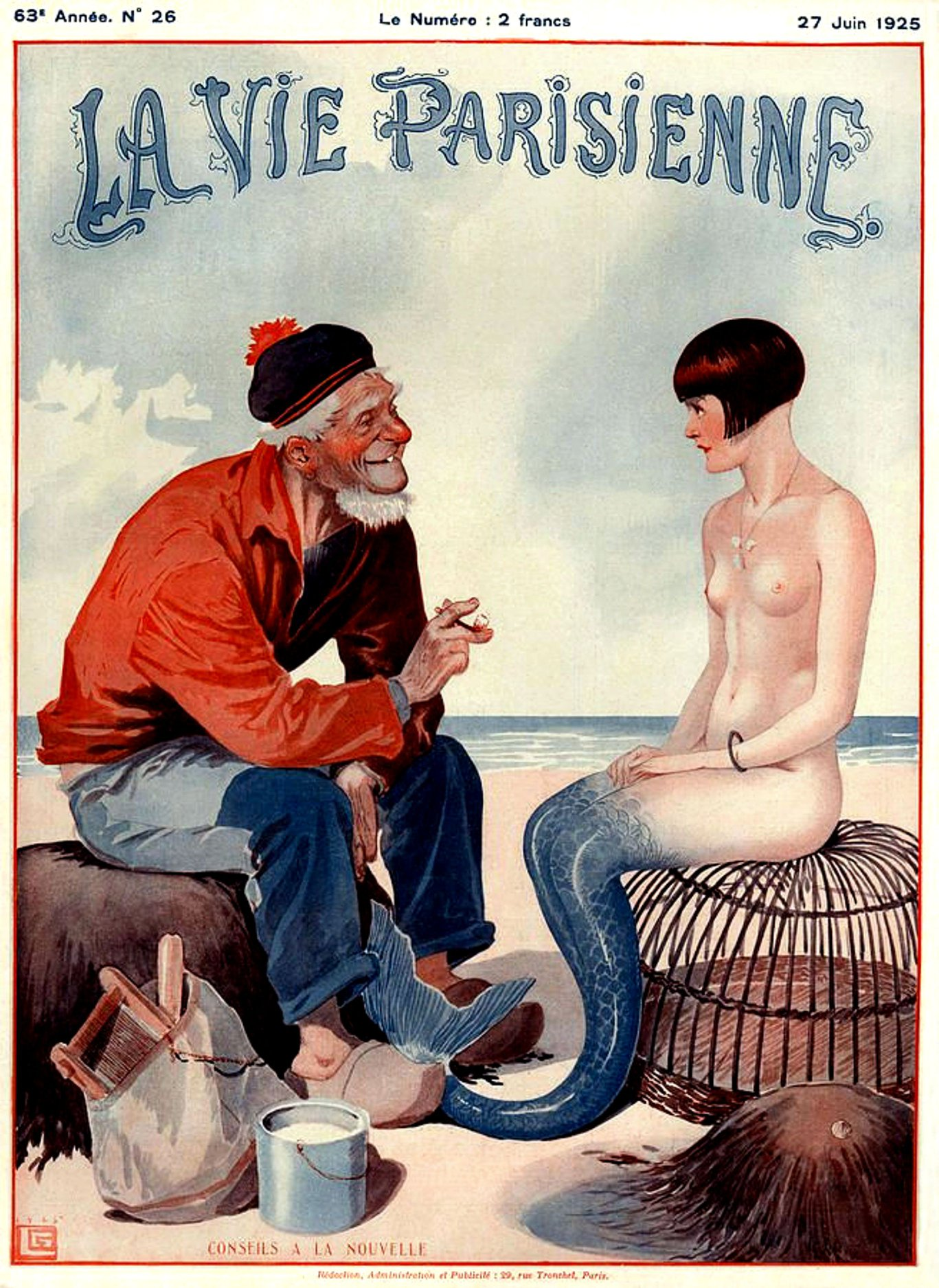
Couverture de Georges Léonnec, 27 juin 1925

## Contributeurs
- Guy Arnoux
- Henri Avelot
- George Barbier
- Pierre Brissaud
- Umberto Brunelleschi
- Zyg Brunner
- Colette
- Manoël de Grandfort
- Louis Denis-Valvérane (Vald’Es)
- Georges d'Espagnat (Vald’Es)
- Maurice Donnay
- Gustave Droz
- George Edward
- Fabien Fabiano
- Fernand Fau
- Léo Fontan
- Henry Fournier
- André Foy
- Henry Gerbault
- Guydo
- Gyp
- Ludovic Halévy
- Joseph Hémard
- Chéri Hérouard
- Albert Jarach
- Raphael Kirchner
- Joseph Kuhn-Régnier
- Henri Lavedan (Manchecourt)
- Georges Léonnec
- Suzanne Meunier
- Maurice Millière
- Jacques Nam
- Richard O’Monroy
- Georges Pavis
- Albert Robida
- Félicien Rops
- Jacques Saint-Cère (Mitschi)`
- Mathilde Sée
- Paul-Jean Toulet
- Hippolyte Taine (Thomas Graindorge)
- Édouard Touraine
- Armand Vallée
- Louis Vallet
- Yvonne Vernon
- René Vincent
- Gerda Wegener
- Jacques Wély
- Sacha Zaliouk